# Картелье, Пьер
Пьер Картелье (фр. Pierre Cartellier; 2 декабря 1757[…], Париж — 12 июня 1831[…], Париж) — французский скульптор академического направления.

## Биография
Родился в 1757 году в Париже в бедной семье. Учился в бесплатной Рисовальной школе, затем у скульптора Шарля Антуана Бридана, затем в Королевской академии в Париже. Во время Великой Французской революции Картелье был одним из скульпторов, привлечённых к работе над декором церкви Святой Женевьевы в Париже во время её перестройки в Пантеон.
В 1808 году Картелье стал кавалером ордена Почётного легиона, и в том же 1808 году — членом-корреспондентом Нидерландской академии художеств (королевство Голландия в те годы являлось страной, де-факто зависимой от Наполеоновской Франции, им управлял брат Наполеона Луи). В 1810 году Картелье стал действительным членом Французского института, (избран вместо скульптора Антуана Дени Шоде). В 1816 году получил кафедру профессора парижской Высшей школы изящных искусств (сменил Лорана Ролана). Его учениками были многие талантливые скульпторы, в частности, Франсуа Рюд, Луи Петито и Жан-Батист Роман.

Жака-Луи Давид. «Коронация Наполеона». Изображение императрицы Жозефины на этой картине послужило Картелье основой для создания её надгробия в церкви в Мальмезоне.

После Реставрации Бурбонов Картелье не только не утратил своего положения приближенного к власти скульптора, но и упрочил его. В 1824 году он даже был награждён королевским орденом Святого Михаила. В те же годы Картелье было поручено создать конный памятник королю Людовику XIV для установки в Версале. Однако на момент смерти скульптора была готова лишь лошадь, так что оканчивать памятник пришлось ученику Картелье — Луи Петито.
Также Картелье создал статую короля Людовика XIII для его памятника в Реймсе. Этот памятник, созданный ещё до Французской революции скульптором Жаном-Батистом Пигалем, состоял из статуи короля на постаменте сложной формы, основание которого было украшено рядом дополнительных скульптур. В годы Французской революции статуя короля была сброшена и утрачена, но постамент со всеми прочими фигурами уцелел. После Реставрации Бурбонов Картелье изготовил только новую статую самого монарха, которая была водружена на прежний постамент.
Выполнял скульптор и заказы на создание надгробных памятников, среди которых выделяется надгробие директора Лувра барона Доминика Виван-Денона (1747—1825) на парижском кладбище Пер-Лашез. После создания надгробия Виван-Денона Картелье получил заказ от близких друзей покойного, Евгения Богарне и Гортензии Богарне, на создание надгробного памятника их матери, императрице Жозефине, первой жене императора Наполеона. Картелье создал величественное и в то же время сдержанное надгробие, композиционным центром которого стала статуя коленопреклоненной Жозефины, выполненная по образцу её изображения на картине Жака-Луи Давида «Коронация Наполеона». Это надгробие находится в церкви в Мальмезоне, поблизости от усадьбы, где императрица провела последние годы.
В 1832 году Пьер Картелье скончался в Париже и был похоронен на кладбище Пер-Лашез.

## Галерея

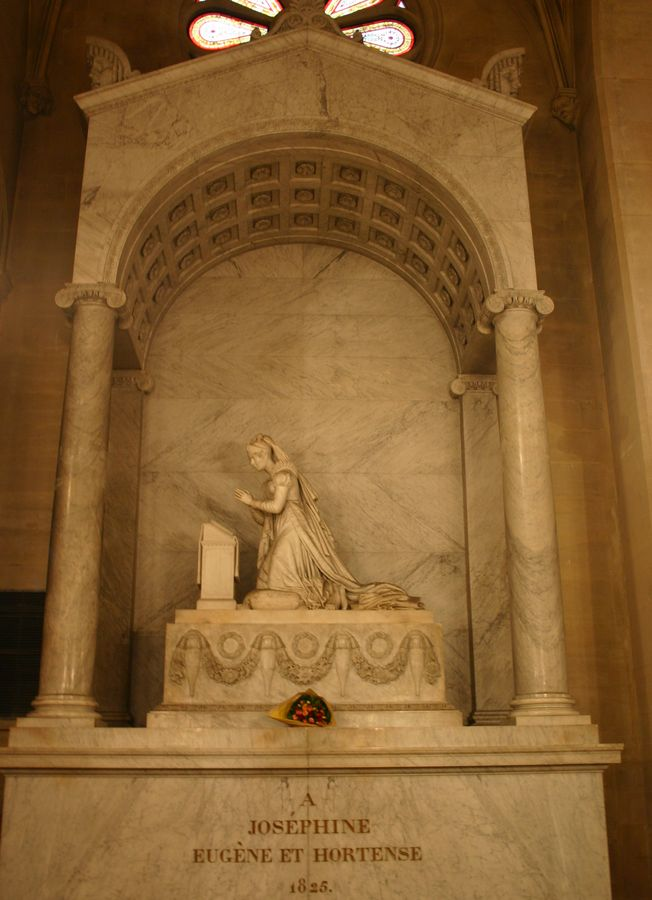
Надгробие императрицы Жозефины Богарне, Мальмезон
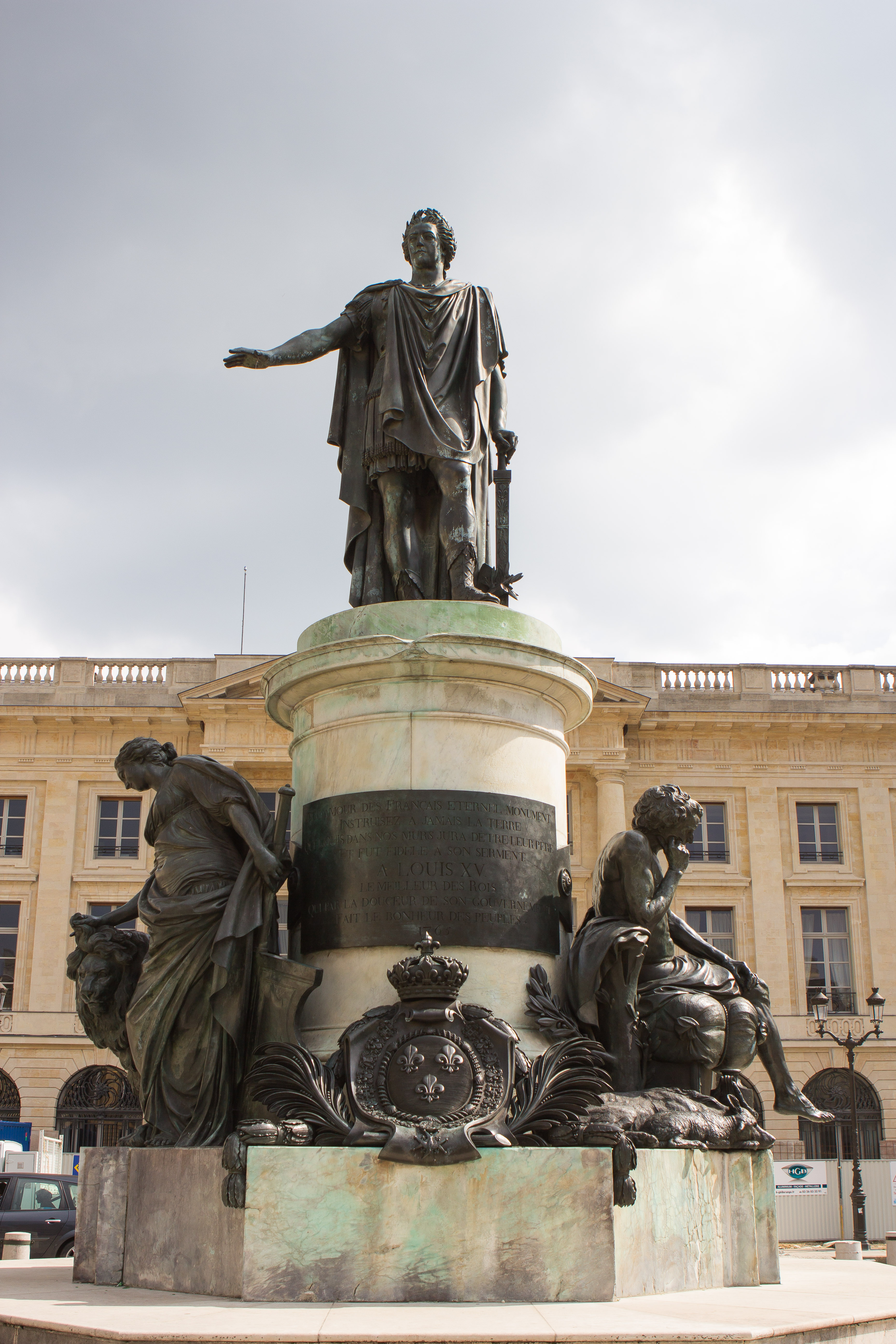
Памятник Людовику XIII, Реймс
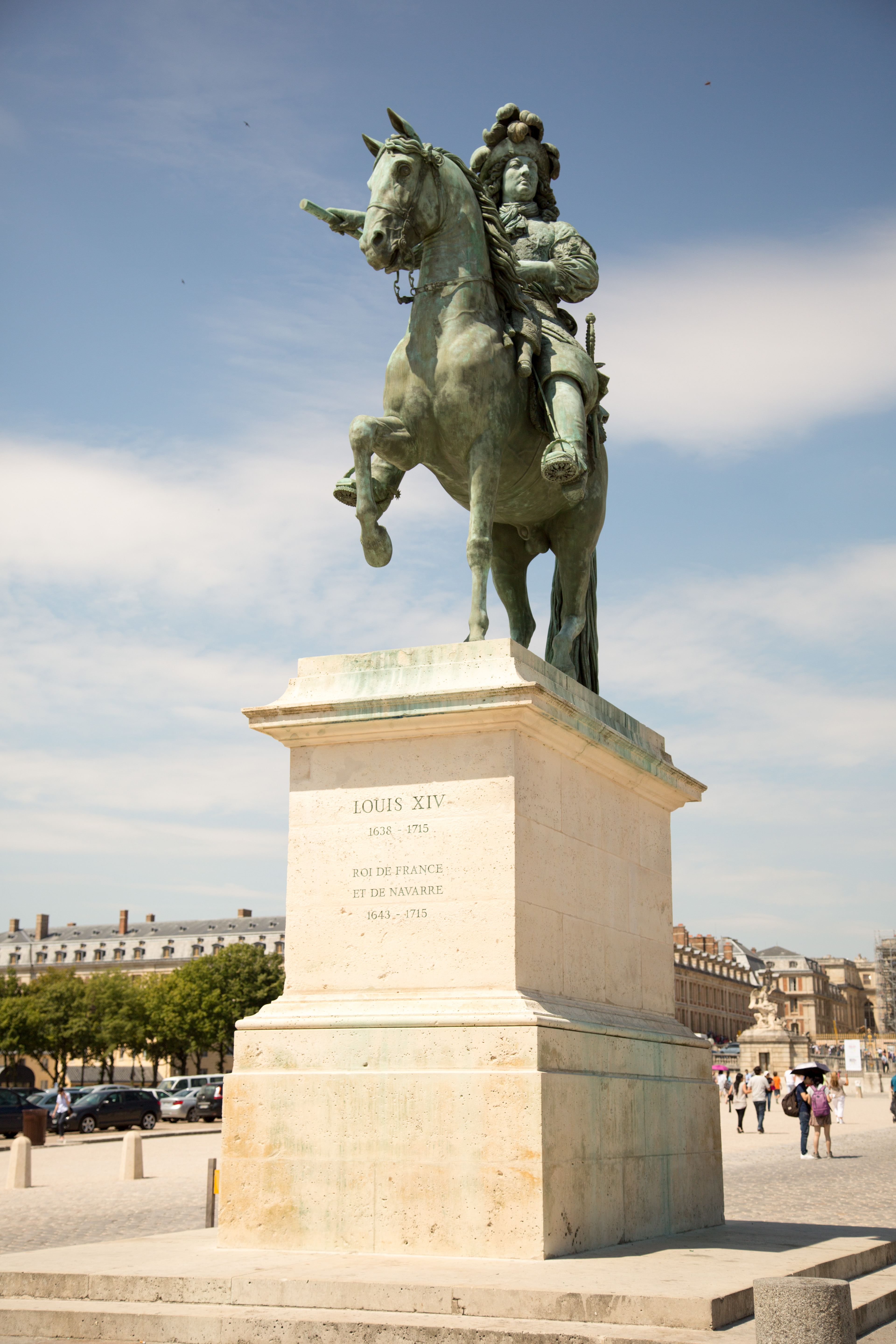
Памятник Людовику XIV, Версаль
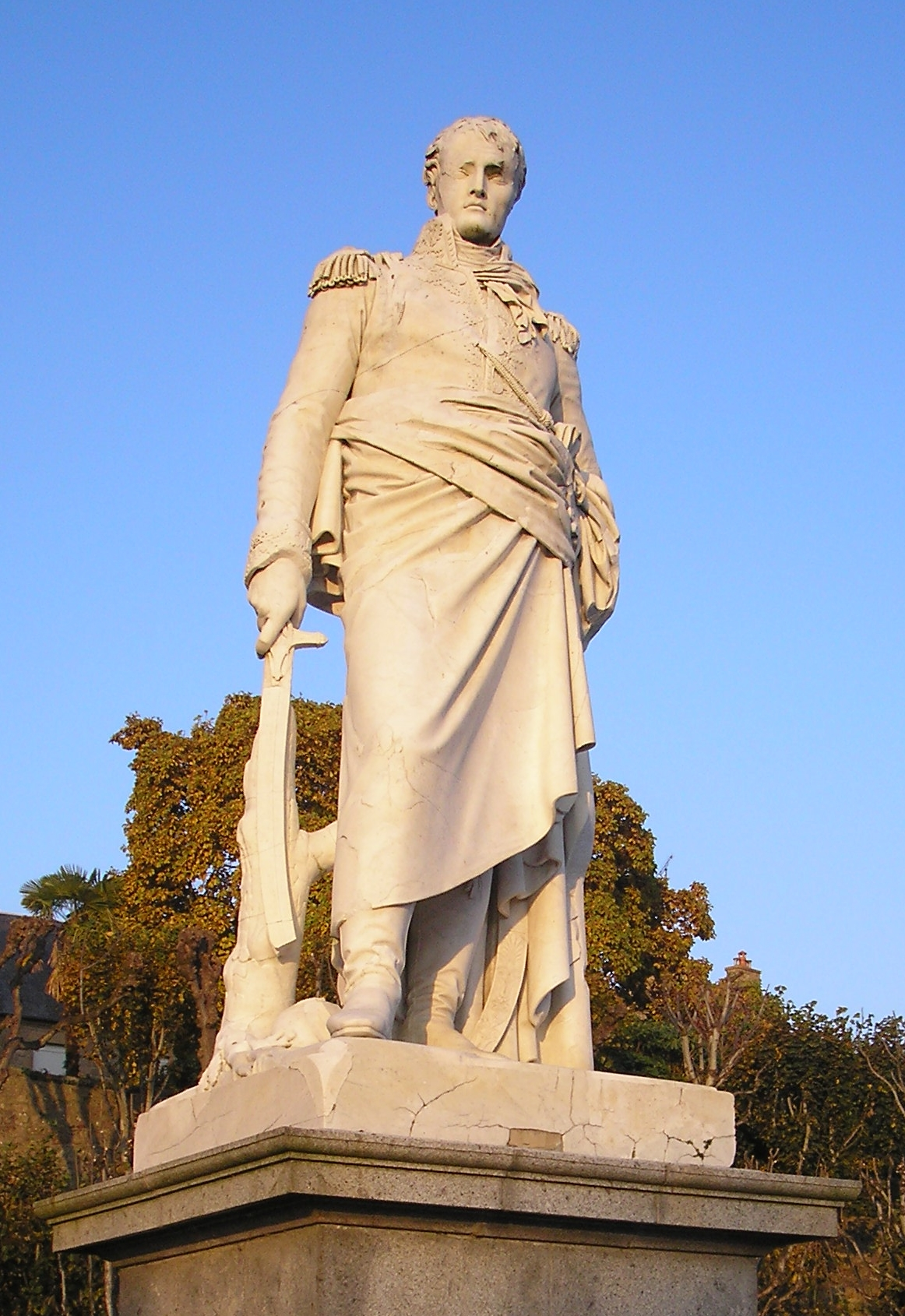
Памятник бригадному генералу Жану-Мари Валюберу, Авранш
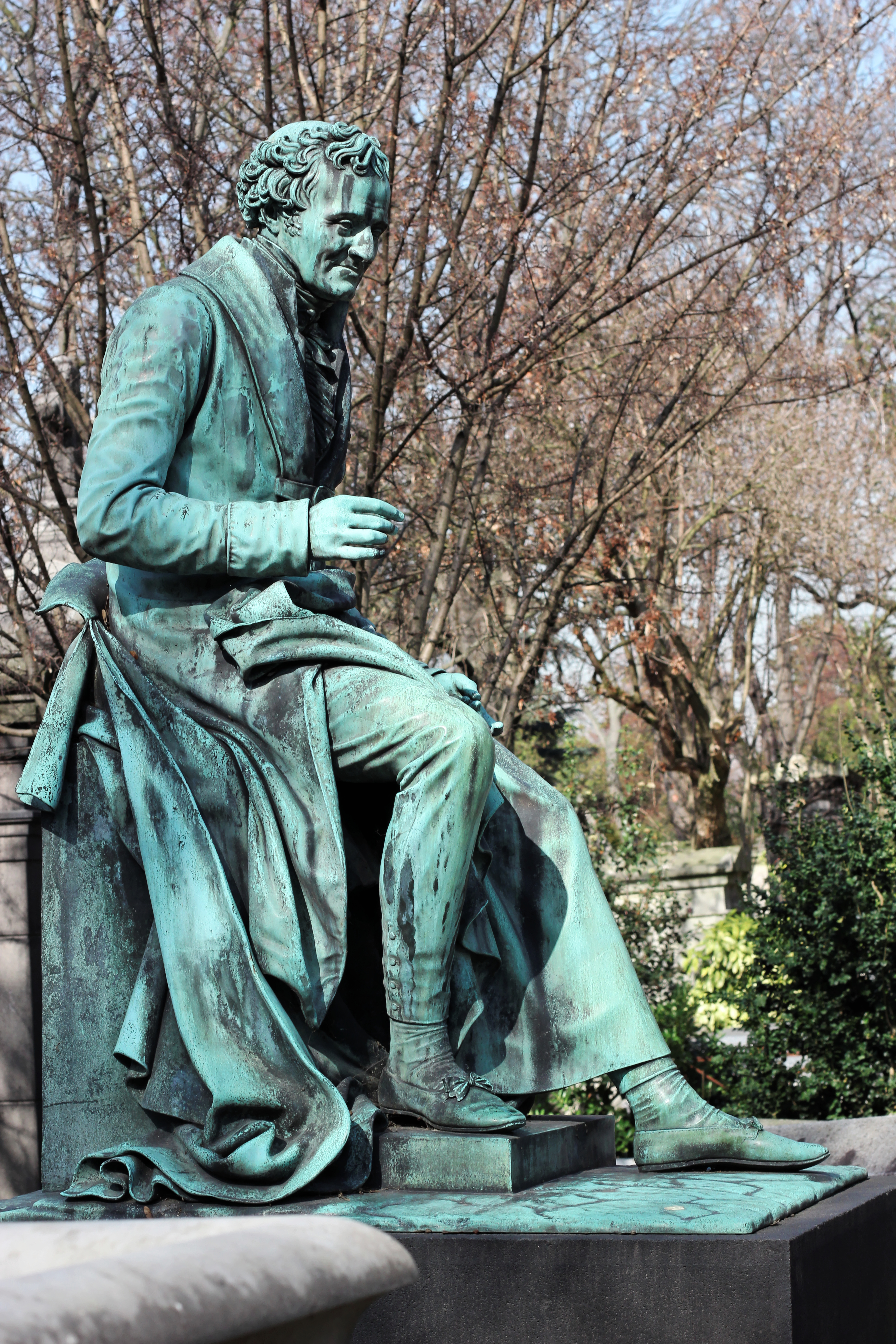
Надгробие барона Доминика Виван-Денона (1747–1825) на кладбище Пер-Лашез
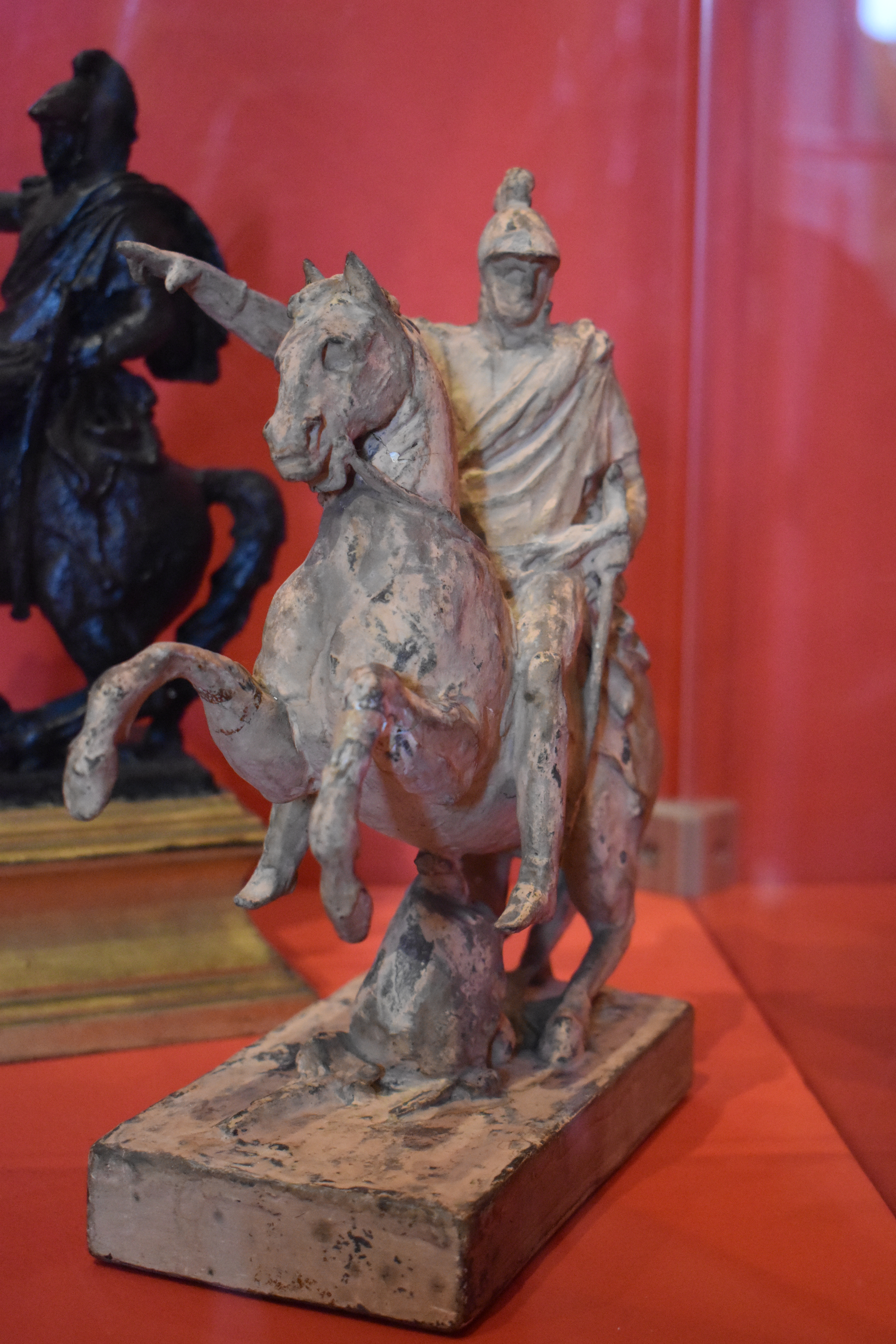
Макет памятника генералу Д’Опулю для города Гайак. Макет выставлен в местном художественном музее